# Anna Kotłowska
Anna Kotłowska (ur. 1979) – polska historyk i filolog klasyczny, bizantynolog, doktor habilitowany nauk humanistycznych. 

## Życiorys
W 2007 roku uzyskała stopień doktora na podstawie pracy Obraz dziejów w „Chronici Canones” Euzebiusza z Cezarei. Habilitowała się w 2014 roku na podstawie pracy pt. Zwierzęta w kulturze literackiej Bizantyńczyków - Anablepsate eis ta peteina.
Zajmuje się kulturą Bizancjum i historią literatury bizantyńskiej IV -XII w. Jest członkiem Komisji Bałkanistycznej PAN, Medieval Chronicle Society, Komisji Bizantynologicznej przy Komitecie Nauk o Kulturze Antycznej PAN. Jest pracownikiem Instytutu Slawistyki PAN.

## Wybrane publikacje
- Czas antyczny - czas chrześcijański, Poznań: Księgarnia św. Wojciecha 2005.
- (przekład) Hartmut Leppin, Początki polityki kościelnej Justyniana, z jęz. niem. przeł. Kazimierz Ilski i Anna Kotłowska, Poznań: Instytut Historii Uniwersytetu im. Adama Mickiewicza 2005 (Wyd. 2 poprawione - 2006). Labarum 2.
- (przekład) Św. Ambroży, Mowa na śmierć Walentyniana, przeł. i koment. Anna Kotłowska, wstęp Kazimierz Ilski, Poznań: Wydawnictwo Naukowe Uniwersytetu im. Adama Mickiewicza 2007. Rhomaioi 1.
- (przekład) Św. Ambroży, Mowa na śmierć Teodozjusza, przeł. i koment. Anna Kotłowska, wstęp Kazimierz Ilski, Poznań: Wydawnictwo Naukowe Uniwersytetu im. Adama Mickiewicza 2008. Rhomaioi 2.
- (przekład) Günter Prinzing, Status prawny dzieci w Bizancjum, z ang. tł. Anna Kotłowska, Poznań: Instytut Historii UAM 2008. Labarum 5.
- Obraz dziejów w Chronici Canones Euzebiusza z Cezarei, Poznań: Wydawnictwo Poznańskie 2009 .
- Księga eparcha, przekł. i koment. Anna Kotłowska, wstęp Kazimierz Ilski, Poznań: Wydawnictwo Naukowe Uniwersytetu im. Adama Mickiewicza 2010. Rhomaioi 3.
- Testimonia najdawniejszych dziejów Słowian: seria grecka, z. 6: Pisarze wieku XI, tł. i koment. Anna Kotłowska,  współpr. Alina Brzóstkowska,  Warszawa: Slawistyczny Ośrodek Wydawniczy 2013.
- Zwierzęta w kulturze literackiej Bizantyńczyków - Anavlepsate eis ta peteina..., Poznań: Wydawnictwo Naukowe Uniwersytetu im. Adama Mickiewicza 2013 .